# Gerhart-Hauptmann-Schule (Berlin)
Die Gerhart-Hauptmann-Schule in Berlin-Kreuzberg war eine Hauptschule. Im Dezember 2012 besetzten mehrere hundert Flüchtlinge das leerstehende Schulgebäude und wohnten seitdem bis zur Zwangsräumung im Januar 2018 in dem Gebäudekomplex. Die Besetzung war Teil der Flüchtlingsproteste in Deutschland ab 2012.

## Gerhart-Hauptmann-Hauptschule
Die Oberschule bestand bis ins Jahr 2012. Neben einer Turnhalle verfügte die Schule über mehrere Gebäudeteile. Nachdem die Hauptschule geschlossen worden war, wurden die Räume teilweise für die Lehrerausbildung genutzt. Der Verein Fixpunkt eröffnete 2009 einen Drogenkonsumraum in der Schule.
Ein Elternverein, der gern eine evangelische Grundschule gründen wollte, bemühte sich um den Standort. Der Bezirk und die damalige Bildungsstadträtin Monika Herrmann (Bündnis 90/Die Grünen) lehnten eine Konkurrenz für die öffentlichen Schulen ab.

## Besetzung
Am 8. Dezember 2012 besetzte eine Gruppe von Flüchtlingen das leerstehende Gebäude der Gerhart-Hauptmann-Schule. Bereits einige Monate zuvor hatte eine Gruppe von Flüchtlingen ein Protestcamp auf dem Berliner Oranienplatz errichtet. Beide Besetzungen gingen aus einem Protestmarsch von Flüchtlingen 2012 gegen die Unterbringung in „Lagern“, die Residenzpflicht und das Arbeitsverbot von Würzburg nach Berlin hervor und wurden zunächst vom Bezirksamt Friedrichshain-Kreuzberg geduldet.
Der Pavillon des ehemaligen Schulgebäudes wurde am Anfang der Besetzung bis Juli 2013 als Irving-Zola-Haus von unterschiedlichen linken Initiativen für Veranstaltungen genutzt. Im August 2013 wurde auch dieser von den Flüchtlingen übernommen.
Nach der Besetzung lebten zeitweise mehrere hundert Flüchtlinge in der Schule. Eine genaue Anzahl ist nicht bekannt. Im Rahmen des sogenannten „Einigungspapiers“ zum Oranienplatz und der Gerhart-Hauptmann-Schule wurden 211 Flüchtlinge als Bewohner der Schule registriert.
Die Lebensbedingungen in der Schule wurden von Politik, Presse und Bewohnern als schlecht bezeichnet. Insbesondere stand nur eine Dusche für alle Bewohner zur Verfügung. Die 16 Duschen in der angrenzenden Turnhalle durften von den Flüchtlingen nicht genutzt werden. Ein Bewohner beschrieb die Zustände im Haus gegenüber der Zeit im Juni 2014 als „totales Chaos, kein gutes Wasser, nur ein paar Matratzen, keine Möbel“.
Mehrfach kam es zu gewalttätigen Auseinandersetzungen in der Schule und in ihrer unmittelbaren Umgebung. Im April 2014 wurde ein 29-jähriger Flüchtling bei einem Streit um die Nutzung der einzigen verfügbaren Dusche erstochen.
Ende 2017 wurde bekannt: Die knapp 5 Jahre Besetzung kosteten 4,94 Millionen Euro.

## Auseinandersetzungen um eine Räumung
Im März 2014 einigten sich ein Vertreter der Flüchtlinge vom Oranienplatz mit dem Senat auf ein „Einigungspapier Oranienplatz“. Dieses sah vor, dass die Flüchtlinge das Camp auf dem Oranienplatz abbauen und die Gerhart-Hauptmann-Schule räumen sollen. Im Gegenzug sicherte der Senat eine Einzelfallprüfung der Asylanträge zu. Anfang April wurde daraufhin das Camp auf dem Oranienplatz geräumt.

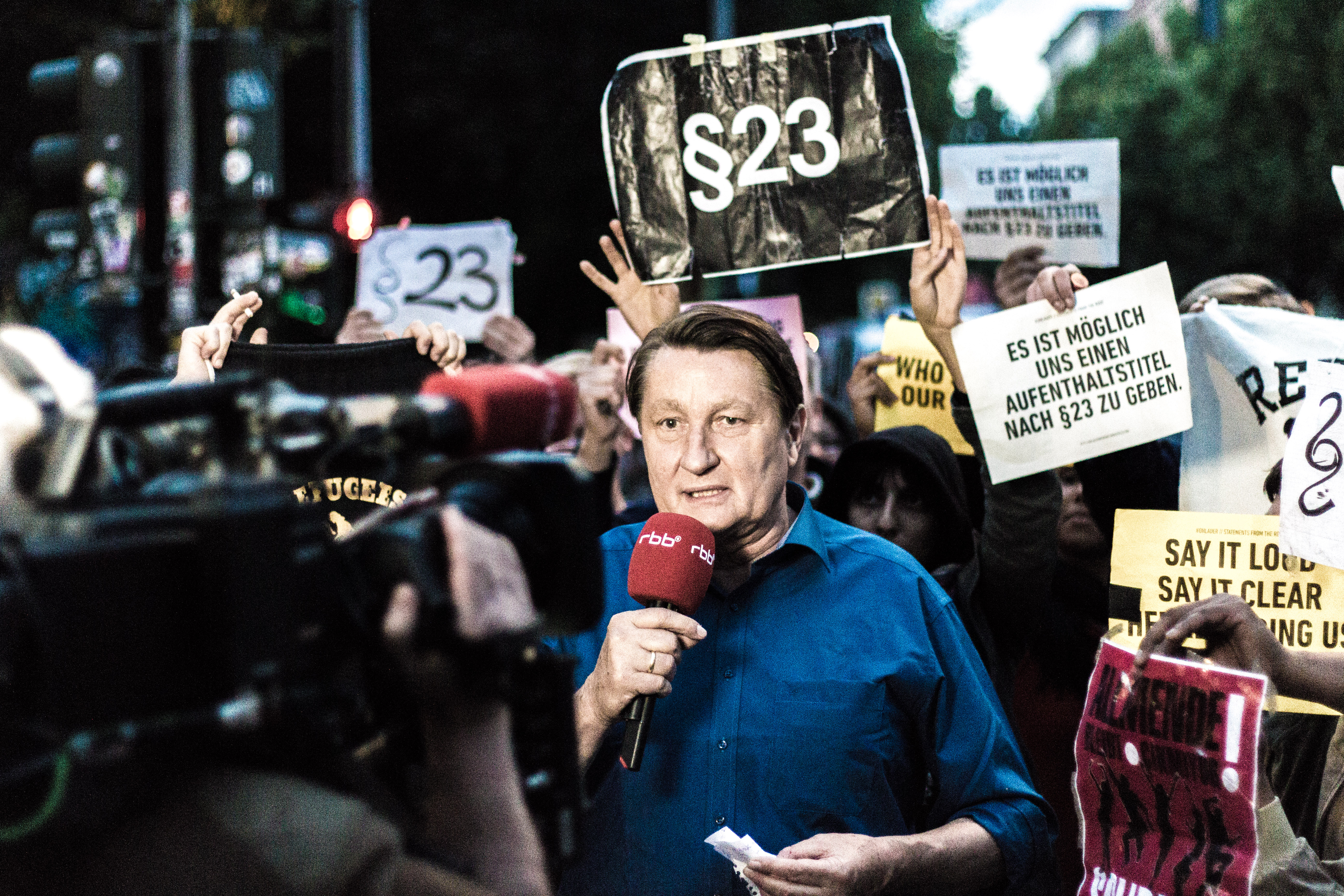
rbb-Reporter Ulli Zelle berichtete vor Ort, im Hintergrund Protestierende

Am 24. Juni 2014 boten Senat und Bezirksamt mit Bezug auf das Einigungspapier auch den Flüchtlingen in der Schule alternative Unterkünfte an. Dies wurde von einem vom Bezirksamt angeforderten Polizeieinsatz mit bis zu 1.700 Beamten begleitet. Die Straßen rund um das Gebäude wurden abgesperrt, um einen Neueinzug anderer Flüchtlinge in die Schule zu verhindern. Die Buslinie M29 wurde umgeleitet. Wenige Wochen zuvor hatte der Bezirk beschlossen in dem Gebäude ein „internationales Flüchtlingszentrum“ einzurichten. Dies solle als Erstaufnahmestelle dienen und 70 Plätze zum Wohnen bieten.
Rund 160 der geschätzt 200 Bewohner nahmen das Angebot an. Rund 40 Flüchtlinge weigerten sich, das Gebäude zu verlassen. Unterstützer der Flüchtlinge führten Demonstrationen an den Absperrungen und im restlichen Stadtgebiet durch. So zogen am 28. Juni 2014 mehrere tausend Menschen unter dem Motto „You can't evict a movement“ (dt. „Eine Bewegung kann nicht geräumt werden“) demonstrierend vom Hermannplatz zu den Absperrungen. Für den Fall einer polizeilichen Stürmung des Gebäudes kündigten mehrere Flüchtlinge an, sich vom Dach der Schule zu stürzen und das Gebäude in Brand zu stecken.
Journalisten wurde der Zutritt zum Gebäude durch das Bezirksamt verweigert. Eine Klage der Tageszeitung taz gegen die Maßnahme war nicht erfolgreich. Die Bezirksverordnetenversammlung am 2. Juli wurde aus Sicherheitsgründen abgesagt.
Am 30. Juni setzte der Berliner Polizeipräsident Klaus Kandt dem Bezirk ein Ultimatum: Entweder stelle dieser einen Räumungsantrag oder die Polizei werde ganz abgezogen. Daraufhin richtete der grüne Bezirksstadtrat Hans Panhoff am 1. Juli ein Räumungsersuchen im Namen des Bezirks an die Polizei. Aus Protest gegen die Entscheidung des grünen Mitglieds Panhoff wurden in mehreren deutschen Städten Büros der Grünen besetzt.

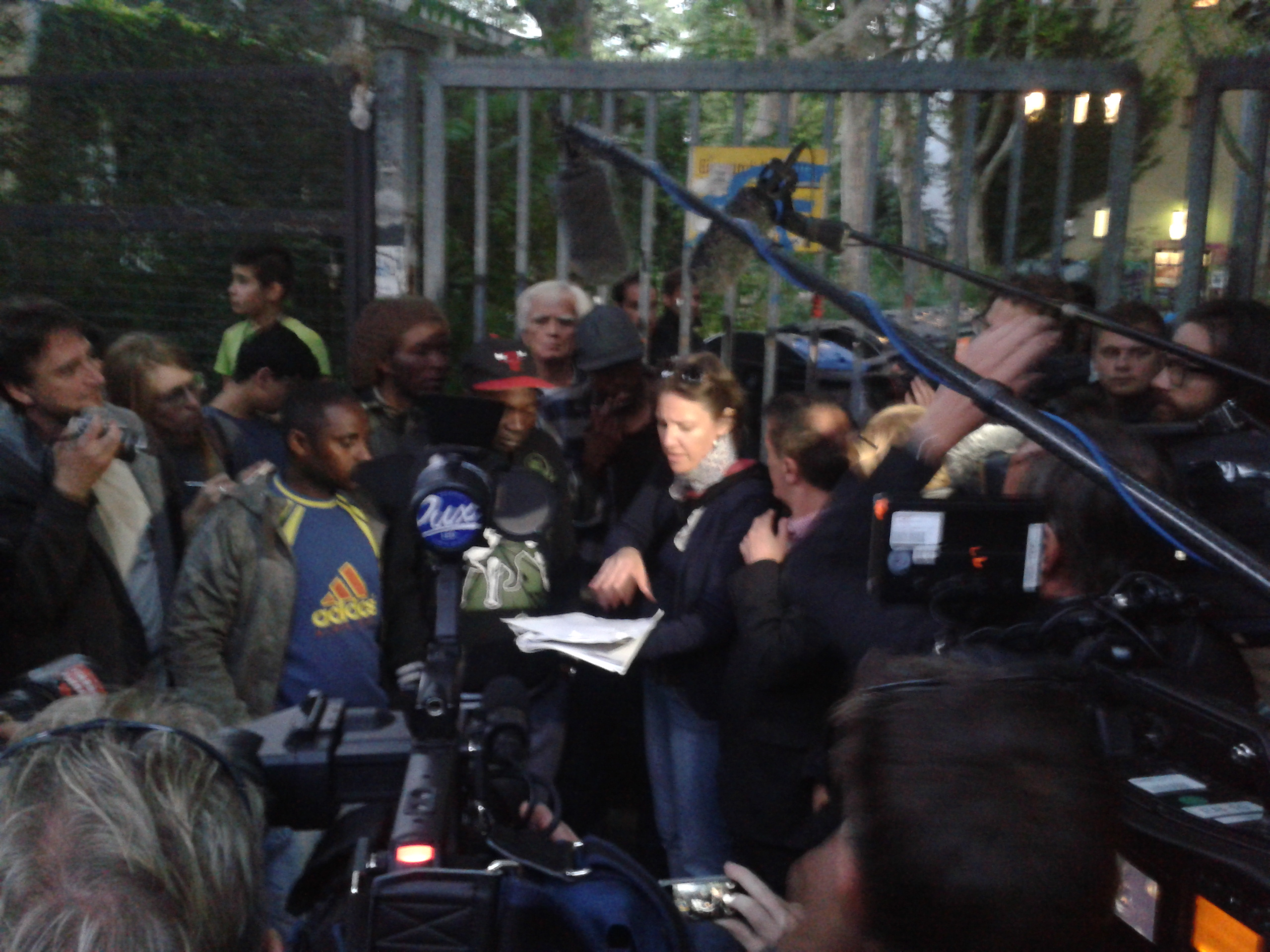
Einigungsunterzeichnung zwischen Flüchtlingen und dem Bezirksamt Friedrichshain-Kreuzberg

Da Verhandlungen zwischen dem Bezirk und den Bewohnern am Abend des 2. Juli zu einem Ergebnis führten, blieb eine Räumung aus. Die verbliebenen Flüchtlinge unterschrieben per Mehrheitsentscheidung eine Einigung, die ihnen erlaubte, in der besetzten Schule zu bleiben. Vereinbart wurde, dass die Feuerfluchtwege freigeräumt werden und die Flüchtlinge gemeinsam mit dem Bezirk den Zuzug von weiteren Flüchtlingen verhindern. Außerdem sicherte der Bezirk den Ausbau der sanitären Anlagen und die Auszahlung von Leistungen nach dem Asylbewerberleistungsgesetz zu. Am 4. Juli erklärte der Berliner Senat, dass er die Vereinbarung ablehnt und keine Leistungen nach dem Asylbewerberleistungsgesetz für die Flüchtlinge in der Schule auszahlen werde.
Am 5. Juli gab es erneut eine Demonstration mit mehreren tausend Teilnehmern gegen die Polizeipräsenz im Kiez und die Politik des Senats. Ein Abwahlantrag der Linkspartei und Piraten gegen Panhoff scheiterte.
Ende September forderte das Bezirksamt die verbliebenen Flüchtlinge erneut auf, das Gebäude zu verlassen. Die Flüchtlinge hätten mehrfach gegen die Vereinbarung mit dem Bezirksamt verstoßen, indem Türen aufgebrochen und der Wachschutz bedroht worden sei. Der Aufbau eines Flüchtlingszentrums sei unter diesen Umständen nicht möglich. So seien unter anderem mögliche Träger dazu nur bereit, wenn die Flüchtlinge die Schule vorher verlassen. Mehrere Bewohner der Schule erstritten daraufhin vor Gericht einstweilige Verfügungen gegen den Bezirk, die diesem eine Räumung untersagten. Mitte Februar 2015 forderte das Bezirksamt die Bewohner erneut schriftlich auf die Schule bis spätestens zum 19. März zu verlassen. Eine Zwangsräumung stehe jedoch vor Abschluss der anhängigen Verfahren nicht zur Debatte. Im Mai 2015 entschied das Berliner Verwaltungsgericht, dass die Geflüchteten weiterhin in der Schule wohnen dürfen. Eine Räumung sei von dem Bezirk auf dem zivilrechtlichen Wege durch einen Räumungstitel anzustreben, was der Bezirk jedoch bisher unterlassen habe, „obwohl ihm dies ohne weiteres möglich gewesen wäre“. Dieses Urteil wurde im Oktober 2015 vom Oberverwaltungsgericht bestätigt. Im August 2016 reichte der Bezirk Räumungsklage gegen die verbliebenen Bewohner ein. Im Juli 2017 gab das Berliner Landgericht der Klage weitgehend statt und stellt einen Räumungstitel aus. Bei der Einigung vom Juli 2014 habe es sich nur um ein zeitlich begrenztes Arrangement gehandelt, aus dem sich kein dauerhaftes Wohnrecht ergebe. Bezirksbürgermeisterin Monika Herrmann kündigte Anfang August an, der Bezirk werde den Bewohnern alternative Unterkünfte anbieten und – sollte es zu keinem freiwilligen Auszug kommen – den Gerichtsvollzieher beauftragen. Mitte November kündigte eine Gerichtsvollzieherin eine Zwangsräumung am 11. Januar an, die plangemäß unter Protesten von rund hundert Personen vollstreckt wurde.
Drei von 540 Flüchtlinge wurde durch die Einzelfallprüfung im Rahmen des „Einigungspapier Oranienplatz“ von der Berliner Ausländerbehörde ein Aufenthaltsrecht zugesprochen. Einige Flüchtlinge erstritten daraufhin gerichtlich ein vorübergehendes Aufenthaltsrecht in Berlin und eine Fortzahlung der Sozialleistungen.

## Nutzungspläne
Nach Plänen des Bezirks von 2013 sollte die Schule nach Beendigung der Besetzung in ein „Projektehaus“ umgewandelt werden, in dem verschiedene, aufgrund der Raumnot im Bezirk von Verdrängung bedrohte soziale Projekte Platz finden sollten. Pläne von November 2014 sahen die Umwandlung in ein „internationales Flüchtlingszentrum“ vor. Mittlerweile wurde in einem der Flügel der Gerhart-Hauptmann-Schule eine Notunterkunft mit bis zu 109 Plätzen eröffnet. Mittelfristig soll dort der „Campus Ohlauer“ entstehen. Dazu sollte die Notunterkunft in eine Gemeinschaftsunterkunft umgebaut werden. In einem Neubau sollten zusammen mit der kommunalen Wohnungsbaugesellschaft Howoge 140 Wohnungen vornehmlich für obdachlose Frauen, Flüchtlinge, Studenten sowie eine Bibliothek entstehen. Ende 2024 wurde der „Campus Ohlauer“ fertiggestellt. In 30 frei finanzierten und 90 geförderten Wohnungen vermieten die kommunale Wohnungsbaugesellschaft Howoge sowie soziale Träger Wohnraum vornehmlich an Geflüchtete, Wohnungslose und Studierende, teilweise in Form von betreutem Wohnen. Im Erdgeschoss ist eine KiTa entstanden.